# Ispagnac
Ispagnac est une commune française située dans le sud du département de la Lozère en région Occitanie.
Exposée à un climat de montagne, elle est drainée par le Tarn, le ruisseau du Bramont et par divers autres petits cours d'eau. Incluse dans les Cévennes, la commune possède un patrimoine naturel remarquable : trois sites Natura 2000 (la « combe des Cades », les « vallées du Tarn, du Tarnon et de la Mimente » et les « gorges du Tarn et de la Jonte ») et six zones naturelles d'intérêt écologique, faunistique et floristique.
Ispagnac est une commune rurale qui compte 897 habitants en 2022, après avoir connu un pic de population de 1 937 habitants en 1851.  Elle fait partie de l'aire d'attraction de Mende. Ses habitants sont appelés les Ispagnacois ou  Ispagnacoises.

## Géographie

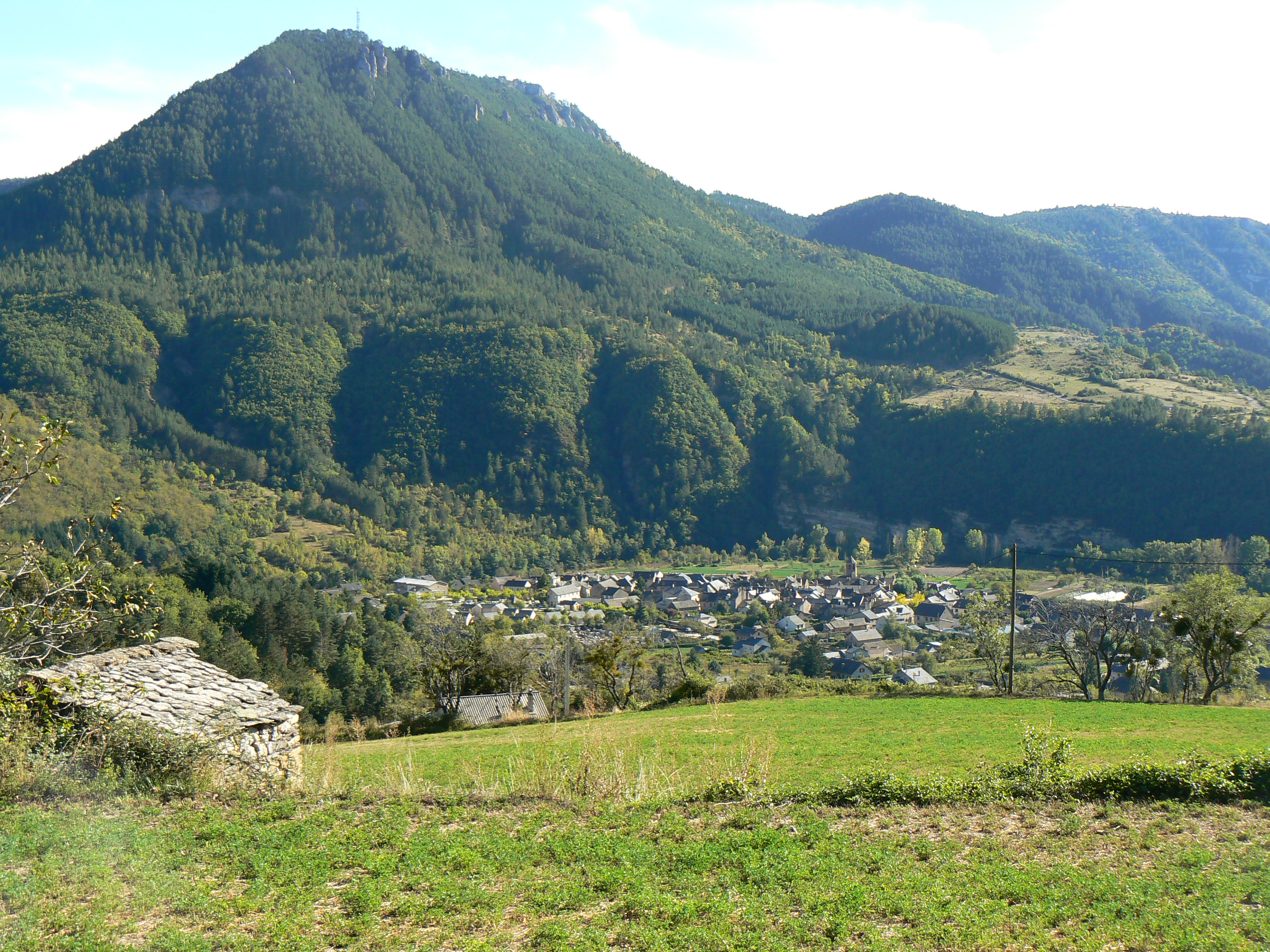
Ispagnac.

### Communes limitrophes
Les communes limitrophes sont Saint-Bauzile, Saint-Étienne-du-Valdonnez, Les Bondons, Bédouès-Cocurès et Gorges du Tarn Causses.
| Saint-Bauzile          | Saint-Étienne-du-Valdonnez |                 |
|                        | Ispagnac                   | Les Bondons     |
| Gorges du Tarn Causses |                            | Bédouès-Cocurès |

### Climat
Pour des articles plus généraux, voir Climat de l'Occitanie et Climat de la Lozère.
En 2010, le climat de la commune est de type climat des marges montargnardes, selon une étude s'appuyant sur une série de données couvrant la période 1971-2000. En 2020, Météo-France publie une typologie des climats de la France métropolitaine dans laquelle la commune est exposée à un climat de montagne ou de marges de montagne et est dans la région climatique Sud-est du Massif Central, caractérisée par une pluviométrie annuelle de 1 000 à 1 500 mm, minimale en été, maximale en automne.
Pour la période 1971-2000, la température annuelle moyenne est de 11,3 °C, avec une amplitude thermique annuelle de 16,4 °C. Le cumul annuel moyen de précipitations est de 1 310 mm, avec 9,4 jours de précipitations en janvier et 5 jours en juillet. Pour la période 1991-2020, la température moyenne annuelle observée sur la station météorologique la plus proche, située sur la commune de Florac Trois Rivières à 7 km à vol d'oiseau, est de 11,3 °C et le cumul annuel moyen de précipitations est de 1 116,8 mm,. Pour l'avenir, les paramètres climatiques de la commune estimés pour 2050 selon différents scénarios d’émission de gaz à effet de serre sont consultables sur un site dédié publié par Météo-France en novembre 2022.

### Milieux naturels et biodiversité

#### Espaces protégés
La protection réglementaire est le mode d’intervention le plus fort pour préserver des espaces naturels remarquables et leur biodiversité associée,.
Dans ce cadre, la commune fait partie de la zone cœur du Parc national des Cévennes. Ce  parc national, créé en 1967, est un territoire de moyenne montagne formé de cinq entités géographiques : le massif de l'Aigoual, le causse Méjean avec les gorges du Tarn et de la Jonte, le mont Lozère, les vallées cévenoles ainsi que le piémont cévenol.
Les Cévennes sont également un territoire reconnu réserve de biosphère par l'UNESCO en 1985 pour la mosaïque de milieux naturels qui la composent et qui abritent une biodiversité exceptionnelle, avec 2 400 espèces animales, 2 300 espèces de plantes à fleurs et de fougères, auxquelles s’ajoutent d’innombrables mousses, lichens, champignons,.

#### Réseau Natura 2000

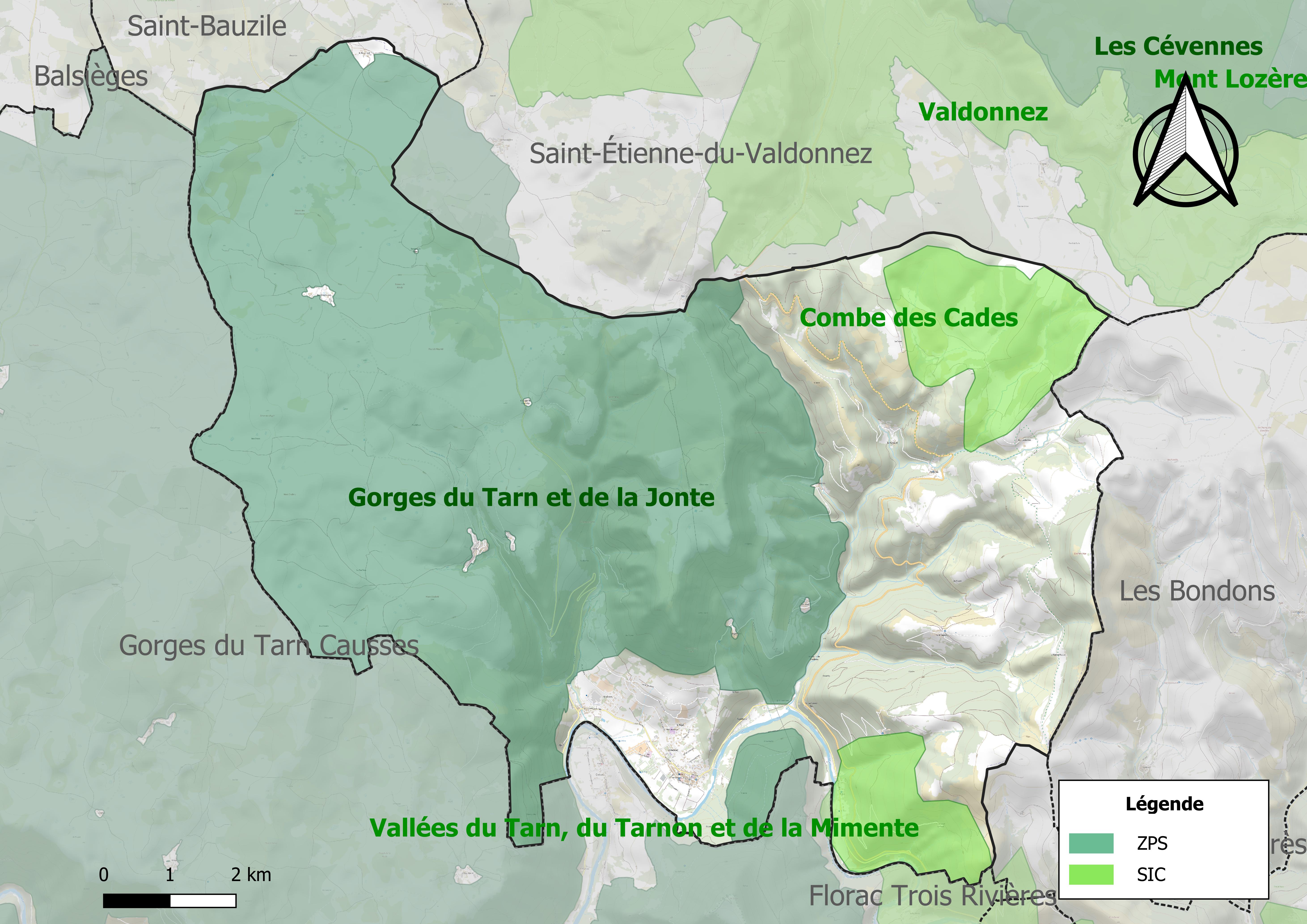
Sites Natura 2000 sur le territoire communal.

Le réseau Natura 2000 est un réseau écologique européen de sites naturels d'intérêt écologique élaboré à partir des directives habitats et oiseaux, constitué de zones spéciales de conservation (ZSC) et de zones de protection spéciale (ZPS).
Deux sites Natura 2000 ont été définis sur la commune au titre de la directive habitats :
- la « combe des Cades », d'une superficie de 304 ha, un habitat très rare pour la région Languedoc-Roussillon et pour les Cévennes en particulier. Le marais calcaire très riche au niveau floristique est installé sur un replat dans la zone de contact granite-grès-calcaire[15] ;
- les « vallées du Tarn, du Tarnon et de la Mimente », d'une superficie de 10 493 ha, des habitats pour deux mammifères : la Loutre (Lutra lutra) et le castor[16] ;

et un au titre de la directive oiseaux : 
- les « gorges du Tarn et de la Jonte », d'une superficie de 41 801 ha, englobant le territoire de près des trois-quarts de la population de Vautours fauves des grands causses qui furent l'un des principaux sites français de réintroduction de cette espèce[17].

#### Zones naturelles d'intérêt écologique, faunistique et floristique
L’inventaire des zones naturelles d'intérêt écologique, faunistique et floristique (ZNIEFF) a pour objectif de réaliser une couverture des zones les plus intéressantes sur le plan écologique, essentiellement dans la perspective d’améliorer la connaissance du patrimoine naturel national et de fournir aux différents décideurs un outil d’aide à la prise en compte de l’environnement dans l’aménagement du territoire.
Quatre ZNIEFF de type 1 sont recensées sur la commune :
- les « Monts Chabrio et Chabrié » (833 ha), couvrant 3 communes du département[19] ;
- les « rochers d'Ispagnac et de la Table » (280 ha)[20] ;
- le « ruisseau du Bramont, de Nozières au moulin de Pradines » (34 ha)[21] ;
- la « vallée du Tarn entre Florac et Saint-Chély » (312 ha), couvrant 6 communes du département[22] ;

et deux ZNIEFF de type 2, : 
- le « causse de Sauveterre » (19 759 ha), couvrant 11 communes du département[23] ;
- les « gorges du Tarn » (14 434 ha), couvrant 19 communes du département[24].

Cartes des ZNIEFF de type 1 et 2 à Ispagnac.
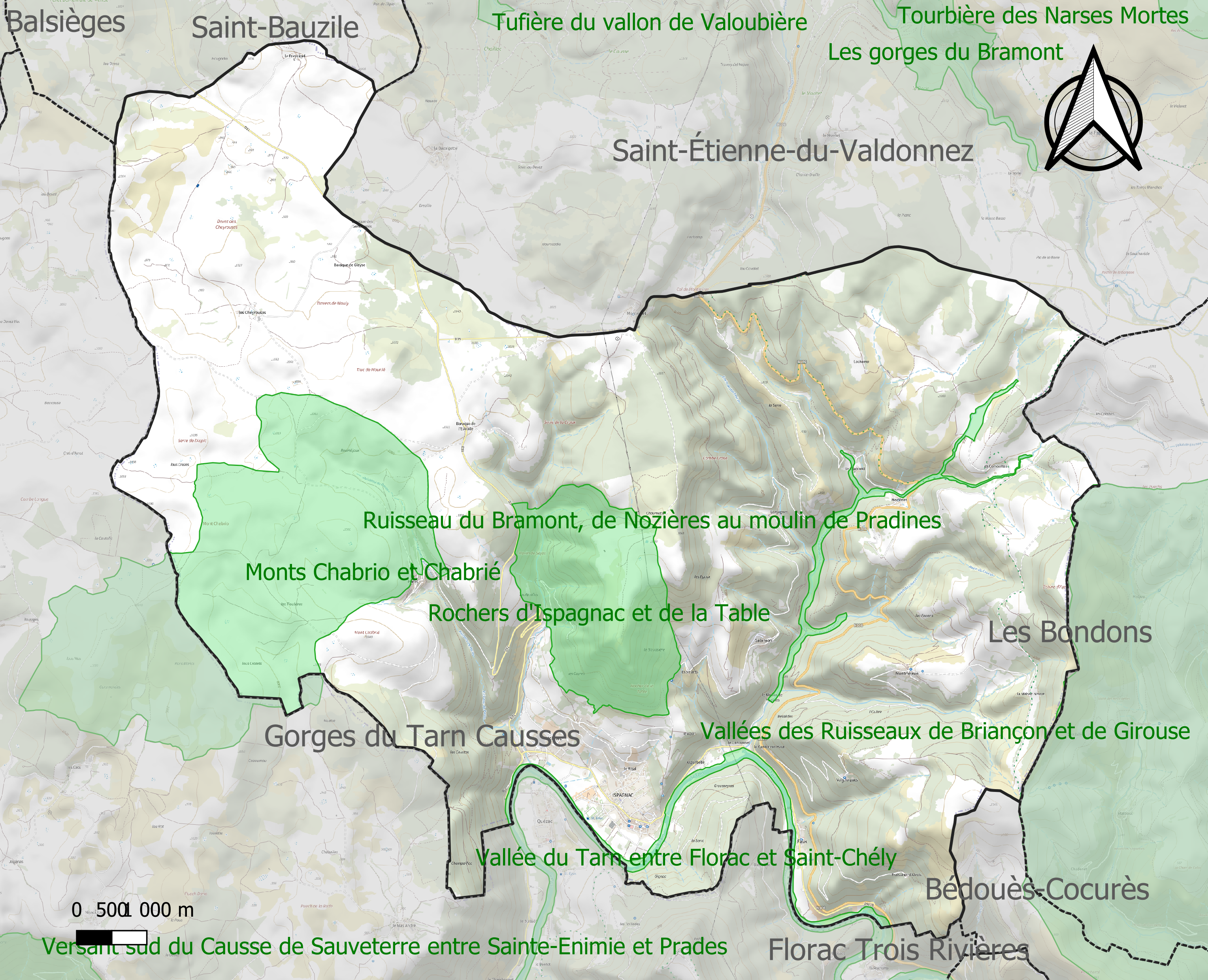
Carte des ZNIEFF de type 1 sur la commune.
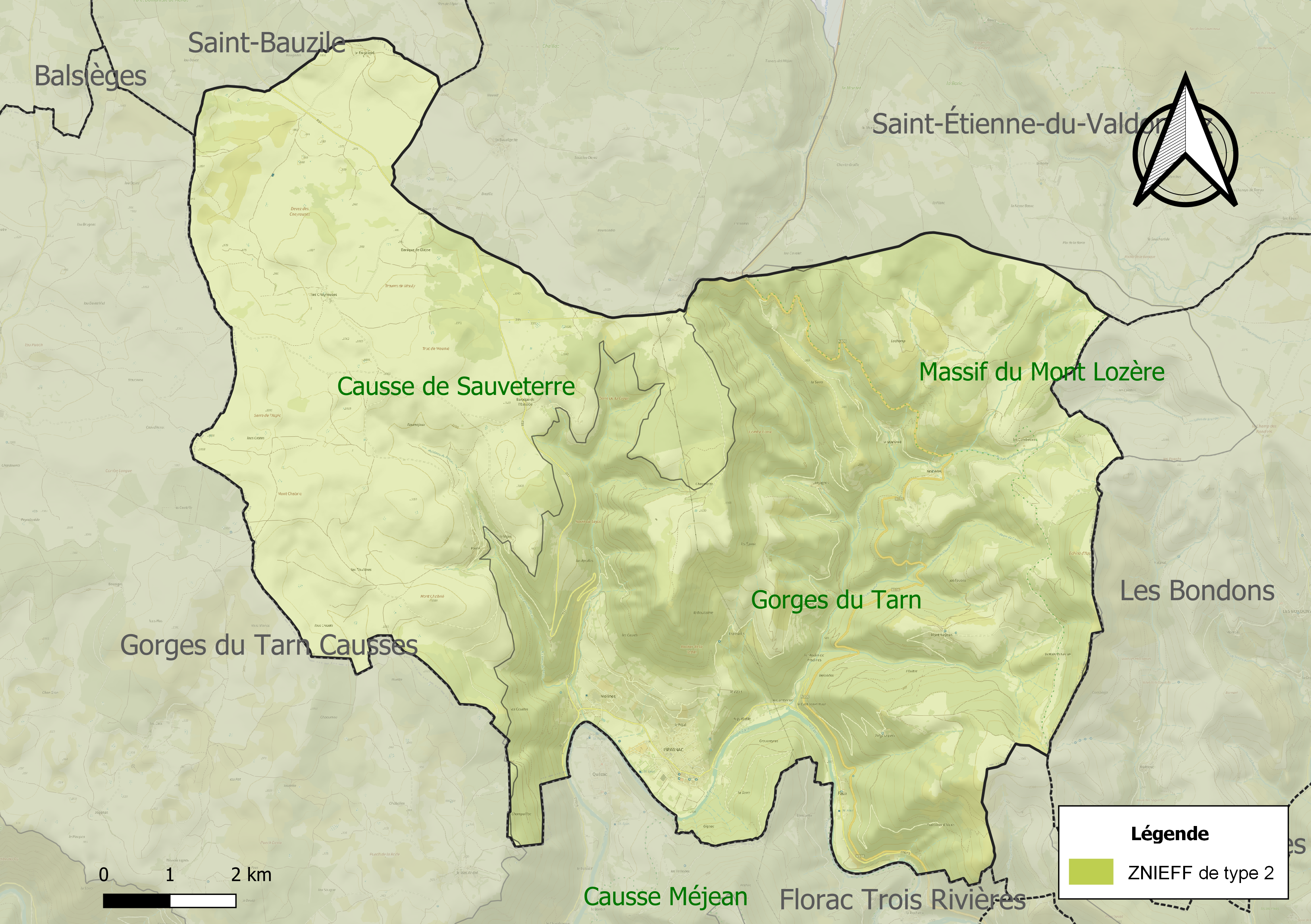
Carte des ZNIEFF de type 2 sur la commune.

## Urbanisme

### Typologie
Au 1er janvier 2024, Ispagnac est catégorisée commune rurale à habitat dispersé, selon la nouvelle grille communale de densité à sept niveaux définie par l'Insee en 2022.
Elle est située hors unité urbaine. Par ailleurs la commune fait partie de l'aire d'attraction de Mende, dont elle est une commune de la couronne,. Cette aire, qui regroupe 31 communes, est catégorisée dans les aires de moins de 50 000 habitants,.

### Occupation des sols
L'occupation des sols de la commune, telle qu'elle ressort de la base de données européenne d’occupation biophysique des sols Corine Land Cover (CLC), est marquée par l'importance des forêts et milieux semi-naturels (88,7 % en 2018), une proportion sensiblement équivalente à celle de 1990 (89,2 %). La répartition détaillée en 2018 est la suivante : 
milieux à végétation arbustive et/ou herbacée (43,9 %), forêts (39,7 %), espaces ouverts, sans ou avec peu de végétation (5 %), terres arables (4,3 %), prairies (3,3 %), zones agricoles hétérogènes (3,1 %), zones urbanisées (0,6 %). L'évolution de l’occupation des sols de la commune et de ses infrastructures peut être observée sur les différentes représentations cartographiques du territoire : la carte de Cassini (XVIIIe siècle), la carte d'état-major (1820-1866) et les cartes ou photos aériennes de l'IGN pour la période actuelle (1950 à aujourd'hui).

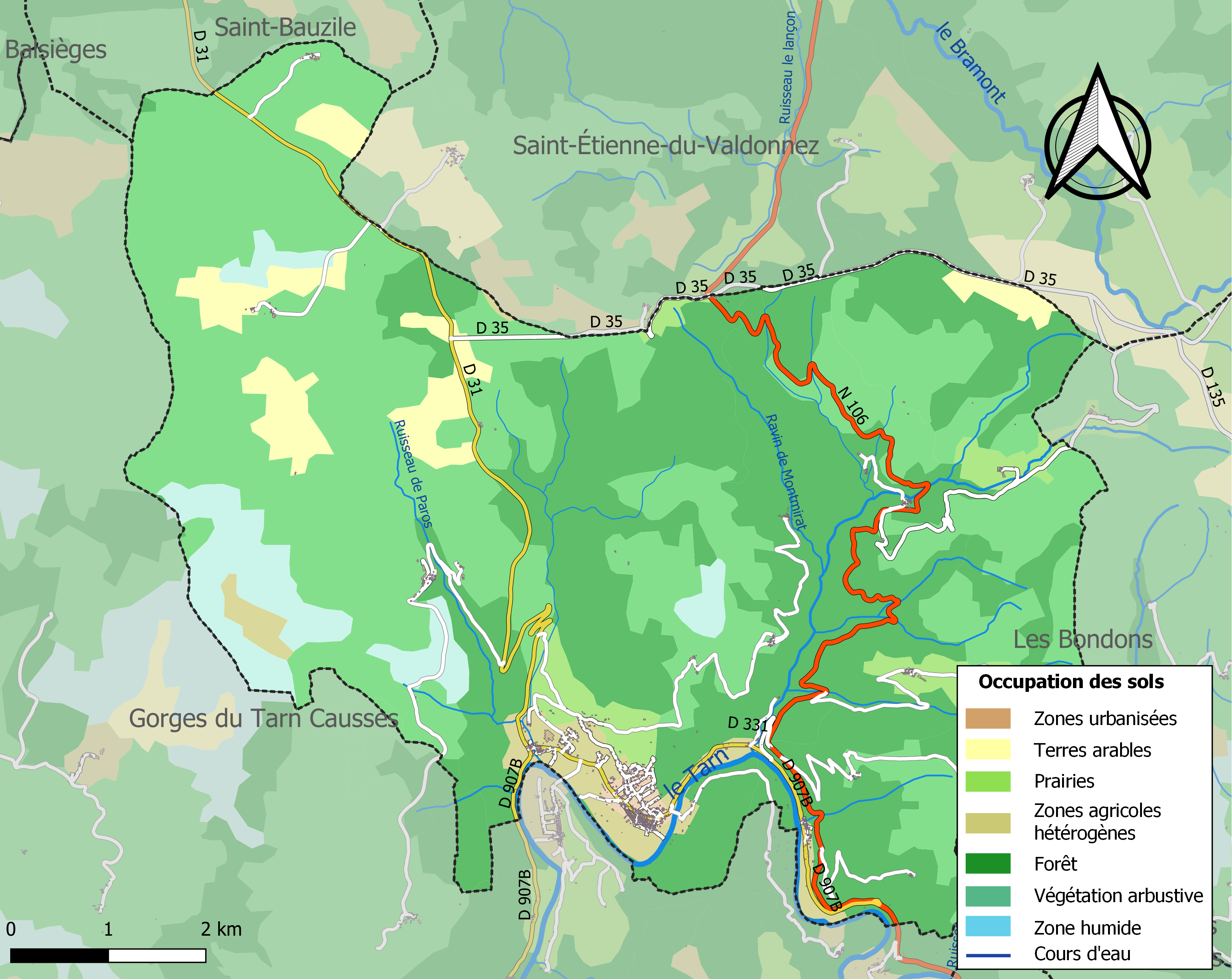
Carte des infrastructures et de l'occupation des sols de la commune en 2018 (CLC).

### Risques majeurs
Le territoire de la commune d'Ispagnac est vulnérable à différents aléas naturels : météorologiques (tempête, orage, neige, grand froid, canicule ou sécheresse), inondations, feux de forêts, mouvements de terrains et séisme (sismicité faible). Il est également exposé à un risque technologique,  le transport de matières dangereuses, et à un risque particulier : le risque de radon. Un site publié par le BRGM permet d'évaluer simplement et rapidement les risques d'un bien localisé soit par son adresse soit par le numéro de sa parcelle.

#### Risques naturels
Certaines parties du territoire communal sont susceptibles d’être affectées par le risque d’inondation par débordement de cours d'eau, notamment le Tarn. La commune a été reconnue en état de catastrophe naturelle au titre des dommages causés par les inondations et coulées de boue survenues en 1982, 1994, 2003, 2011 et 2020,.
Ispagnac est exposée au risque de feu de forêt. Un plan départemental de protection des forêts contre les incendies (PDPFCI) a été approuvé en décembre 2014 pour la période 2014-2023. Les mesures individuelles de prévention contre les incendies sont précisées par divers arrêtés préfectoraux et s’appliquent dans les zones exposées aux incendies de forêt et à moins de 200 mètres de celles-ci. L’arrêté du 23 mars 2018, complété par un arrêté de 2020, réglemente l'emploi du feu en interdisant notamment d’apporter du feu, de fumer et de jeter des mégots de cigarette dans les espaces sensibles et sur les voies qui les traversent sous peine de sanctions. L'arrêté du 23 août 2021, abrogeant un arrêté de 2002, rend le débroussaillement obligatoire, incombant au propriétaire ou ayant droit,,.

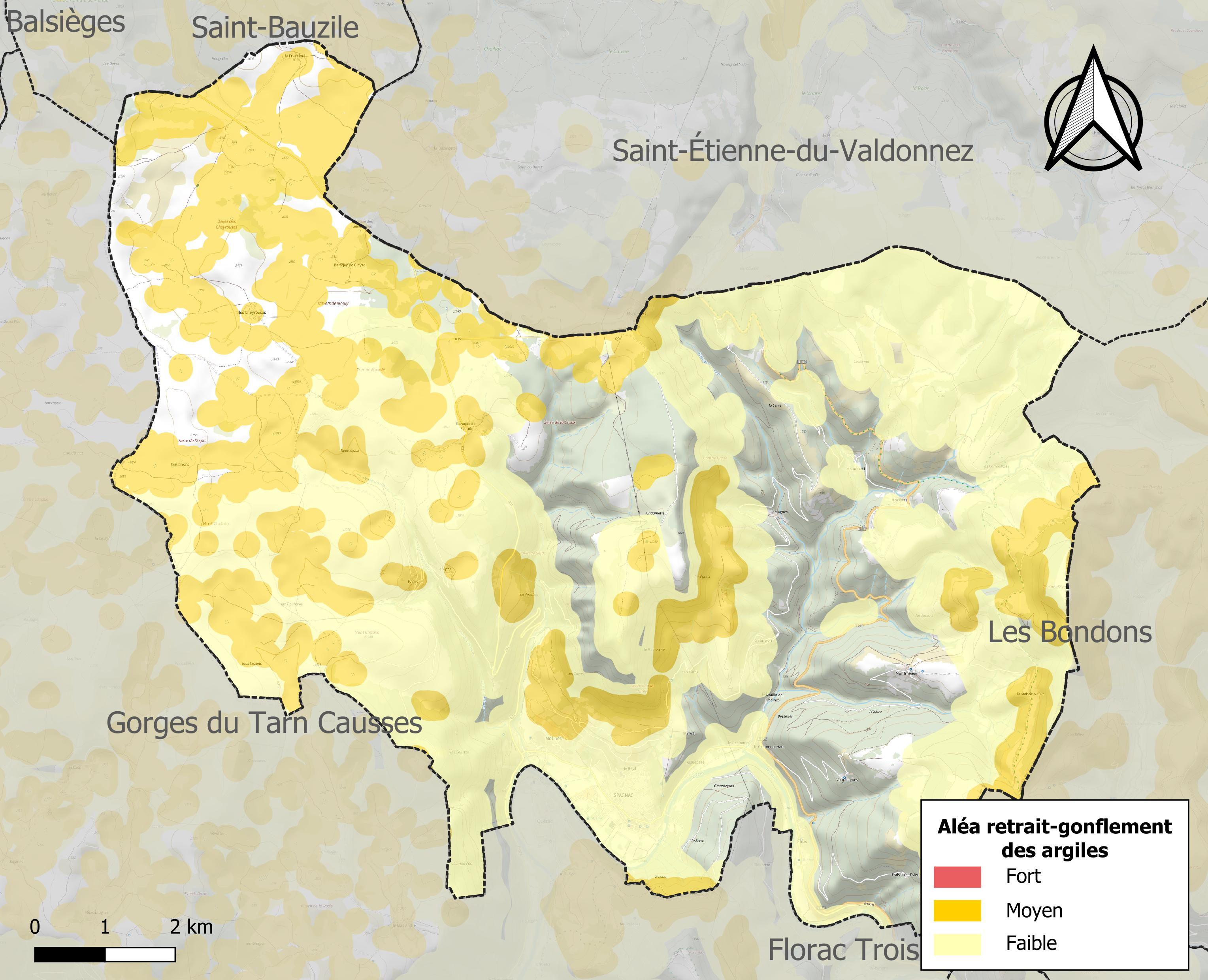
Carte des zones d'aléa retrait-gonflement des sols argileux d'Ispagnac.

Les mouvements de terrains susceptibles de se produire sur la commune sont des affaissements et effondrements liés aux cavités souterraines (hors mines), des éboulements, chutes de pierres et de blocs, des glissements de terrain et des tassements différentiels. Par ailleurs, afin de mieux appréhender le risque d’affaissement de terrain, l'inventaire national des cavités souterraines permet de localiser celles situées sur la commune.
Le retrait-gonflement des sols argileux est susceptible d'engendrer des dommages importants aux bâtiments en cas d’alternance de périodes de sécheresse et de pluie. 28,7 % de la superficie communale est en aléa moyen ou fort (15,8 % au niveau départemental et 48,5 % au niveau national). Sur les 615 bâtiments dénombrés sur la commune en 2019,  53 sont en aléa moyen ou fort, soit 9 %, à comparer aux 14 % au niveau départemental et 54 % au niveau national. Une cartographie de l'exposition du territoire national au retrait gonflement des sols argileux est disponible sur le site du BRGM,.
Par ailleurs, afin de mieux appréhender le risque d’affaissement de terrain, l'inventaire national des cavités souterraines permet de localiser celles situées sur la commune.

#### Risques technologiques
Le risque de transport de matières dangereuses sur la commune est lié à sa traversée par des infrastructures routières ou ferroviaires importantes ou la présence d'une canalisation de transport d'hydrocarbures. Un accident se produisant sur de telles infrastructures est susceptible d’avoir des effets graves sur les biens, les personnes ou l'environnement, selon la nature du matériau transporté. Des dispositions d’urbanisme peuvent être préconisées en conséquence.

#### Risque particulier
Dans plusieurs parties du territoire national, le radon, accumulé dans certains logements ou autres locaux, peut constituer une source significative d’exposition de la population aux rayonnements ionisants. Certaines communes du département sont concernées par le risque radon à un niveau plus ou moins élevé. Selon la classification de 2018, la commune d'Ispagnac est classée en zone 3, à savoir zone à potentiel radon significatif.

## Toponymie
Le nom de la commune serait issu de celui d'un colon romain surnommé « Ispanus » (« L'Espagnol »), lequel aurait fondé une villa, puis le village, vers 50 av. J-C. La terminaison du nom du village en « ac » semblerait confirmer cela : ce suffixe serait issu du gaulois « acos », latinisé en « acum », et désignerait des villas romaines autour desquelles les activités agricoles étaient pratiquées.

## Politique et administration

### Découpage territorial
La commune d'Ispagnac est membre de la communauté de communes Gorges Causses Cévennes, un établissement public de coopération intercommunale (EPCI) à fiscalité propre créé le 30 novembre 2016 dont le siège est à Florac Trois Rivières. Ce dernier est par ailleurs membre d'autres groupements intercommunaux.
Sur le plan administratif, elle est rattachée à l'arrondissement de Florac, à la circonscription administrative de l'État de la Lozère et à la région Occitanie.
Sur le plan électoral, elle dépend du canton de Florac Trois Rivières pour l'élection des conseillers départementaux, depuis le redécoupage cantonal de 2014 entré en vigueur en 2015, et de la circonscription de la Lozère pour les élections législatives, depuis le dernier découpage électoral de 2010.

### Liste des maires
| Période   | Période          | Identité                        | Étiquette | Qualité |
| --------- | ---------------- | ------------------------------- | --------- | --- |
| 1791      |                  | Louis-Alexandre Jourdan         |           | |
| 1813      |                  | Jérome Lacombe                  |           | |
| 1824      | 1848             | Jean Louis Jaffard              |           | |
| 1824      | 1848             | Pierre Auguste Jaffard          |           | |
| 1848      | 1856             | Jules Jaffard                   |           | |
| 1856      | 1860             | Antoine Saint-Pierre            |           | |
| 1860      | 1870             | Louis Amat                      |           | |
| 1870      | 1888             | Louis Grégoire                  |           | |
| 1888      | 1892             | Xavier Peyre                    |           | |
| 1892      | 1896             | Louis Jourdan (homme politique) |           | |
| 1896      | 1904             | Jules Laget                     |           | |
| 1904      | 1912             | Xavier Grégoire                 |           | |
| 1912      | 1949             | Jules Laget                     |           | |
| 1949      | 1964             | Robert Barbot                   |           | |
| 1964      | 1971             | Louis Atger                     |           | |
| 1971      | 2001             | François Brager                 | RPR       | Conseiller général de la Lozère (canton de Mende-Sud) de 1982 à 2001 Président du conseil général de la Lozère de 1994 à 1998 |
| 2001      | mai 2018 (décès) | Michel Vieilledent              | LR        | |
| juin 2018 | 2020             | Guylène Pantel                  | PS        | Conseillère départementale du canton de Florac (2015-) Sénatrice de la Lozère (2020-)                                         |
| 2020      | En cours         | Gérard Pédrini                  |           | |

## Population et société

### Démographie

#### Évolution démographique
L'évolution du nombre d'habitants est connue à travers les recensements de la population effectués dans la commune depuis 1793. Pour les communes de moins de 10 000 habitants, une enquête de recensement portant sur toute la population est réalisée tous les cinq ans, les populations de référence des années intermédiaires étant quant à elles estimées par interpolation ou extrapolation. Pour la commune, le premier recensement exhaustif entrant dans le cadre du nouveau dispositif a été réalisé en 2005.

En 2022, la commune comptait 897 habitants, en évolution de +0,56 % par rapport à 2016 (Lozère : +0,11 %, France hors Mayotte : +2,11 %).
| 1793  | 1800  | 1806  | 1821  | 1831  | 1836  | 1841  | 1846  | 1851  |
| ----- | ----- | ----- | ----- | ----- | ----- | ----- | ----- | ----- |
| 1 405 | 1 765 | 1 769 | 1 868 | 1 885 | 1 800 | 1 767 | 1 918 | 1 937 |

| 1856  | 1861  | 1866  | 1872  | 1876  | 1881  | 1886  | 1891  | 1896  |
| ----- | ----- | ----- | ----- | ----- | ----- | ----- | ----- | ----- |
| 1 880 | 1 795 | 1 767 | 1 711 | 1 769 | 1 862 | 1 899 | 1 815 | 1 688 |

| 1901  | 1906  | 1911  | 1921  | 1926  | 1931  | 1936  | 1946  | 1954 |
| ----- | ----- | ----- | ----- | ----- | ----- | ----- | ----- | ---- |
| 1 621 | 1 676 | 1 670 | 1 546 | 1 511 | 1 520 | 1 511 | 1 016 | 755  |

| 1962 | 1968 | 1975 | 1982 | 1990 | 1999 | 2005 | 2006 | 2010 |
| ---- | ---- | ---- | ---- | ---- | ---- | ---- | ---- | ---- |
| 690  | 600  | 545  | 598  | 630  | 759  | 831  | 834  | 856  |

| 2015 | 2020 | 2022 | - | - | - | - | - | - |
| ---- | ---- | ---- | - | - | - | - | - | - |
| 889  | 900  | 897  | - | - | - | - | - | - |

#### Pyramide des âges
La population de la commune est relativement âgée. En 2018, le taux de personnes d'un âge inférieur à 30 ans s'élève à 26,7 %, soit un taux inférieur à la moyenne départementale (29,7 %). À l'inverse, le taux de personnes d'un âge supérieur à 60 ans (35,2 %) est supérieur au taux départemental (32,5 %).
En 2018, la commune comptait 413 hommes pour 480 femmes, soit un taux de 53,75 % de femmes, supérieur au taux départemental (50,04 %).
Les pyramides des âges de la commune et du département s'établissent comme suit :
| Hommes | Classe d’âge | Femmes |
| ------ | ------------ | ------ |
| 2,2    | 90 ou +      | 6,7    |
| 9,0    | 75-89 ans    | 13,5   |
| 20,4   | 60-74 ans    | 17,9   |
| 24,4   | 45-59 ans    | 20,3   |
| 17,7   | 30-44 ans    | 14,4   |
| 9,3    | 15-29 ans    | 10,7   |
| 17,0   | 0-14 ans     | 16,4   |

| Hommes | Classe d’âge | Femmes |
| ------ | ------------ | ------ |
| 1      | 90 ou +      | 2,8    |
| 9,1    | 75-89 ans    | 11,8   |
| 21,6   | 60-74 ans    | 21,1   |
| 21,5   | 45-59 ans    | 20,2   |
| 16,3   | 30-44 ans    | 15,9   |
| 15,5   | 15-29 ans    | 13,6   |
| 15     | 0-14 ans     | 14,6   |

## Économie

### Revenus
En 2018, la commune compte 386 ménages fiscaux, regroupant 773 personnes. La médiane du revenu disponible par unité de consommation est de 19 550 € (20 420 € dans le département).

### Emploi
|                | 2008  | 2013  | 2018   |
| -------------- | ----- | ----- | ------ |
| Commune        | 8,2 % | 9 %   | 12,1 % |
| Département    | 5 %   | 6,4 % | 7,1 %  |
| France entière | 8,3 % | 10 %  | 10 %   |

En 2018, la population âgée de 15 à 64 ans s'élève à 489 personnes, parmi lesquelles on compte 79,6 % d'actifs (67,5 % ayant un emploi et 12,1 % de chômeurs) et 20,4 % d'inactifs,. En  2018, le taux de chômage communal (au sens du recensement) des 15-64 ans est supérieur à celui de la France et du département, alors qu'il était inférieur à celui de la France en 2008.
La commune fait partie de la couronne de l'aire d'attraction de Mende, du fait qu'au moins 15 % des actifs travaillent dans le pôle,. Elle compte 228 emplois en 2018, contre 278 en 2013 et 271 en 2008. Le nombre d'actifs ayant un emploi résidant dans la commune est de 336, soit un indicateur de concentration d'emploi de 67,8 % et un taux d'activité parmi les 15 ans ou plus de 53,3 %.
Sur ces 336 actifs de 15 ans ou plus ayant un emploi, 124 travaillent dans la commune, soit 37 % des habitants. Pour se rendre au travail, 81,2 % des habitants utilisent un véhicule personnel ou de fonction à quatre roues, 0,3 % les transports en commun, 15 % s'y rendent en deux-roues, à vélo ou à pied et 3,5 % n'ont pas besoin de transport (travail au domicile).

## Culture locale et patrimoine

### Lieux et monuments

#### Bâtiments et lieux publics remarquables
- le vieux bourg (sentier d'interprétation et visite guidée sur demande à l'office du tourisme) ;
- le château de Rocheblave près du hameau de Molines.

#### Bâtiments religieux

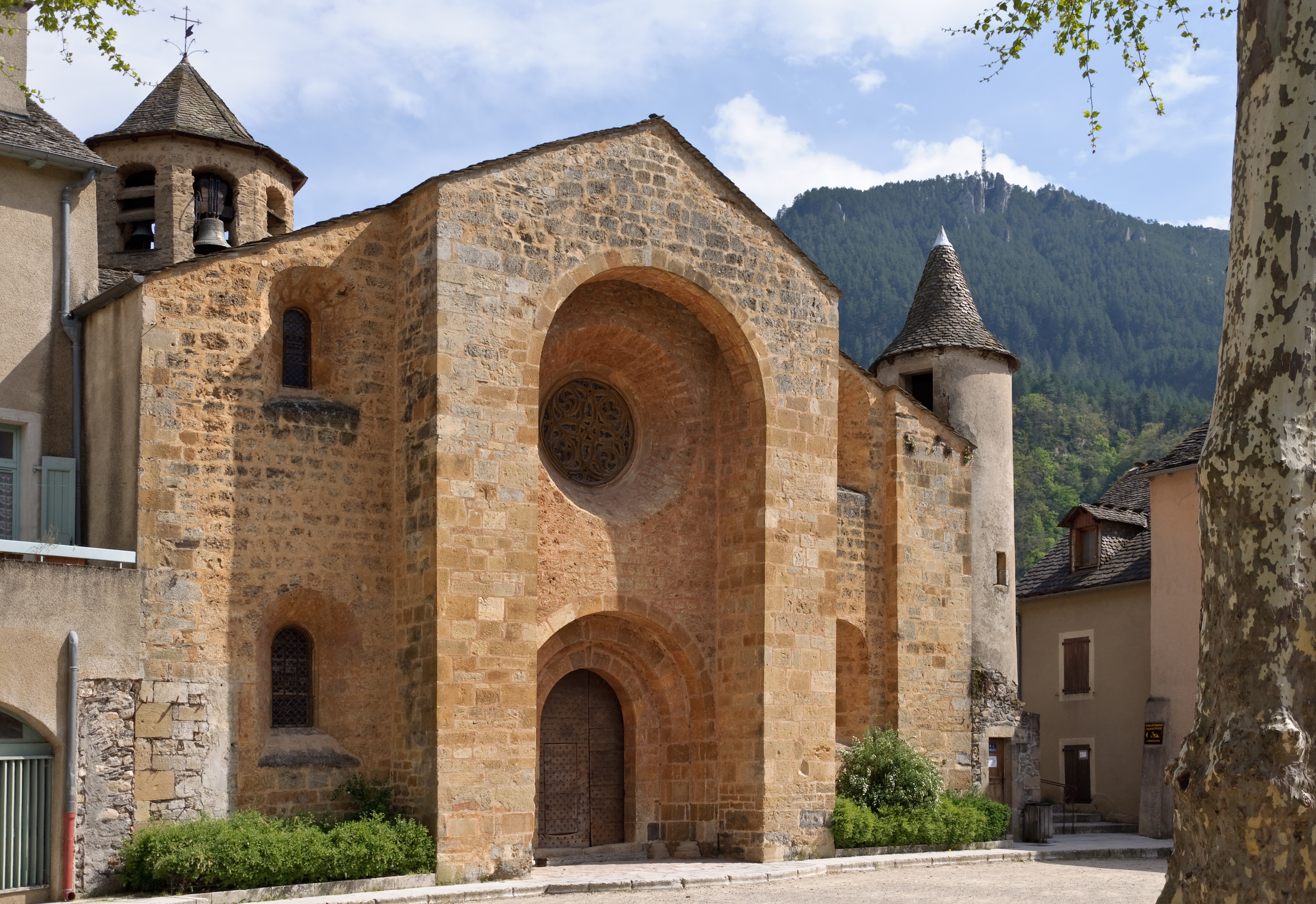
L'église Saint-Pierre-et-Saint-Paul.

- L'église Saint-Pierre-et-Saint-Paul d'Ispagnac, d'architecture romane datant du XIIe siècle-XVe siècle, visitable, classée monument historique depuis 1920[47]. Plusieurs objets sont référencés dans la base Palissy (voir les notices liées)[47].
- Couvent des Ursulines.

#### Autres
- L'usine d'embouteillage des eaux de Quézac peut aussi se visiter[48].

### Personnalités liées à la commune
- Jean-Baptiste Amédée de Grégoire de Saint-Sauveur (1709-1792), évéque et homme politique né à Ispagnac, député du clergé aux Etats généraux de 1789.
- Maître Jules Laget (né le 18 avril 1864 à Ispagnac, décédé en 1949[49]) officier de la Légion d'honneur[50], maire d'Ispagnac (1912-1949), président de conseil général de la Lozère, doyen des bâtonniers de France.
- Charles Guéret (1885-1932), poète né à Béziers, son œuvre Les deux Triomphes sur une musique de Déodat de Séverac fut donnée en prologue d'Héliogabale au Théâtre des Arènes, à Béziers, le 21 août 1910.
- Robert Barbot, (1904-1992) maire d'Ispagnac de 1949 à 1964[réf. nécessaire]
- Justin Jaffard (1791-1854), représentant (député) de la Lozère à l'Assemblée législative, de 1849 à 1851, et né à Ispagnac.

_°  Alexandre de Châteauneuf-Randon

### Héraldique
| Ispagnac | Son blasonnement est : d'argent à un château de trois tours de gueules ouvert, ajouré et maçonné de sable. |